# Franche-Comté
Franche-Comté từng là một vùng của nước Pháp, bao gồm bốn tỉnh: Doubs, Haute-Saône, Jura và Territoire de Belfort. Thủ phủ của vùng này là thành phố Besançon.
Đây là một khu hành chính cũ và là một tỉnh truyền thống của miền đông nước Pháp. Từ ngày 1 tháng 1 năm 2016, nó là một phần của vùng mới Bourgogne-Franche-Comté. Nó bao gồm các tỉnh hiện đại của Doubs, Jura, Haute-Saône và Territoire de Belfort. Trong năm 2009, dân số của nó là 1.168.208.
Vùng được đặt tên theo Franche Comté de Bourgogne (Hạt Burgundy miễn phí), dứt khoát tách khỏi vùng Burgundy đúng vào thế kỷ mười lăm. Năm 2016, hai nửa của Vương quốc Burgundy lịch sử được đoàn tụ, như vùng Bourgogne-Franche-Comté.
Tên "Franche-Comté" là nữ tính vì từ "comté" trong quá khứ nói chung là nữ tính, mặc dù ngày nay nó là nam tính.
Các thành phố chính là thủ đô Besançon, Belfort và Montbéliard (hai hình thức cuối cùng là aire urbaine Belfort-Montbéliard-Héricourt-Delle). Các thành phố quan trọng khác là Dole (thủ đô trước khi vùng này bị chinh phục bởi Louis XIV vào cuối thế kỷ 17), Vesoul (thủ đô Haute-Saône), Arbois ("thủ phủ rượu vang" của Jura) và Lons-le-Saunier (Thủ phủ của Jura).